# David Billabona Etxaleku
David Billabona Etxaleku (nascut el 5 de desembre de 1969 a Irun, Guipúscoa) és un exfutbolista professional basc.
Va debutar el 6 de juny de 1987 en el partit Reial Múrcia C.F. - Reial Societat que van guanyar els pimentoners per 4 gols a 0. Billabona va desenvolupar tota la seua carrera entre els dos clubs bascos més importants i el Racing de Santander, on hi va militar set campanyes. Es va retirar l'any 2000 després de diversos anys de dures lesions que no li van permetre tenir continuïtat.

## Clubs
- 1986-87 Reial Societat 1 (0)
- 1987-88 Reial Societat 2 (0)
- 1988-89 Reial Societat 4 (0)
- 1989-90 Reial Societat 35 (1)
- 1990-91 Ath. Club Bilbao 30 (1)
- 1991-92 Ath. Club Bilbao 25 (0)
- 1992-93 Ath. Club Bilbao 4 (0)
- 1993-94 Real Racing Club 17 (1)
- 1994-95 Real Racing Club 28 (4)
- 1995-96 Real Racing Club 33 (5)
- 1996-97 Real Racing Club 30 (1)
- 1997-98 Real Racing Club 3 (0)
- 1998-99 Real Racing Club 4 (0)
- 1999-00 Real Racing Club 5 (0)

## Selecció
Billabona va ser un dels integrats de la selecció olímpica espanyola que va guanyar l'or als Jocs de Barcelona 1992.